# Юньнань-Гуйчжоуське плато
27° пн. ш. 105° сх. д. / 27° пн. ш. 105° сх. д.
Юньнань-Гуйчжоуське плато (спрощ.: 云贵高原; кит. трад.: 雲貴高原; піньїнь: Yúnguì Gāoyuán) — плато на сході Азії, в південній частині Китаю. Розташоване переважно в провінціях Юньнань та Гуйчжоу. Довжина плато — 1000 км, ширина — до 400 км, площа становить близько 500 тис. км². Виділяються дві області плато — Юньнаньське плато на заході та Гуйчжоуське плато на сході.

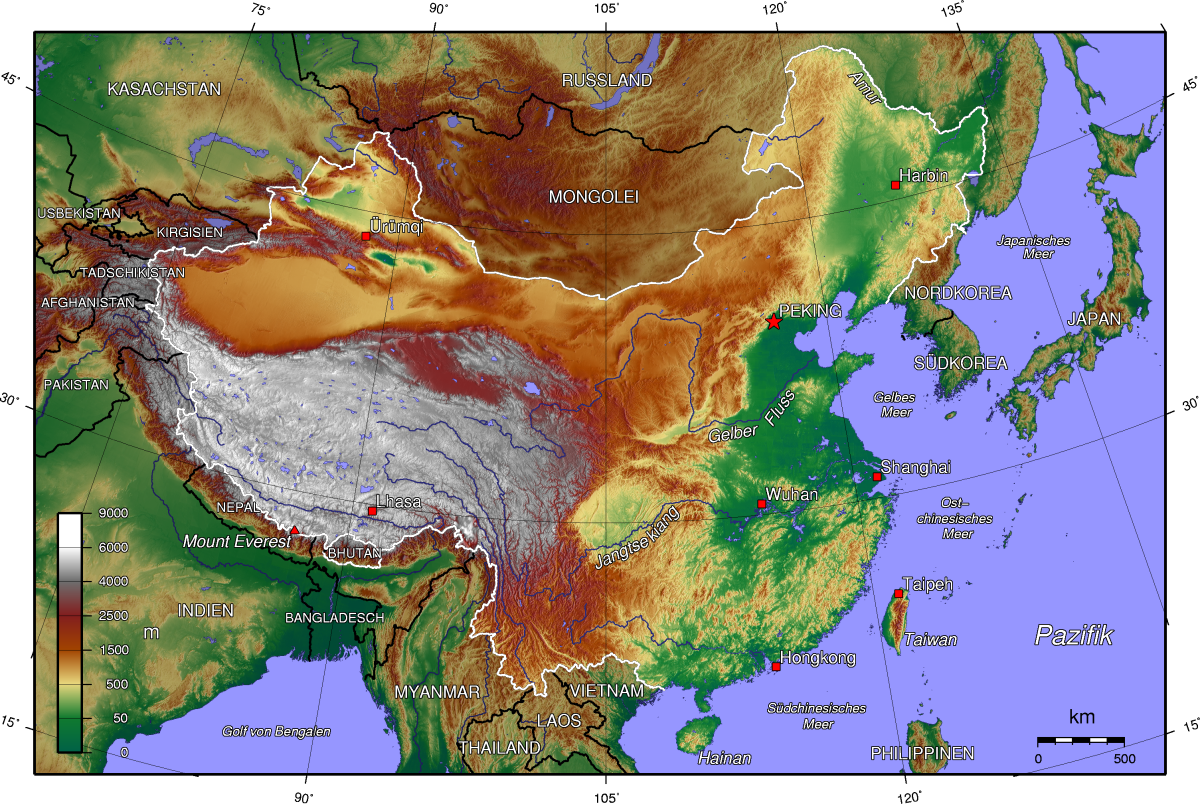
Топографічна мапа Китаю. Юньнань-Гуйчжоуське плато розташоване на крайньому півдні країни, як південно-східне продовження Тибетського плато

У західній частині розташовані хребти, що мають середню висоту 2000 м з вершинами до 4000 м. На півночі вони переходять в Сино-Тибетські гори. На сході розташовані низькі невеликі масиви й хребти з висотами до 1200 м, порізані ущелинами річок.
Плато складається з різноманітних кристалічних порід та вапняків, які легко зазнають ерозії, створюючи мальовничі карстові пейзажі.

## Галерея

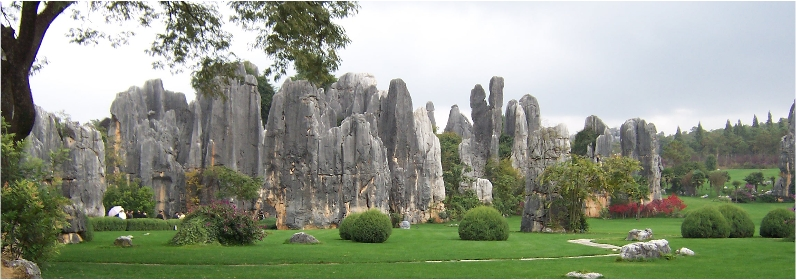
Юньнаньський кам'яний ліс
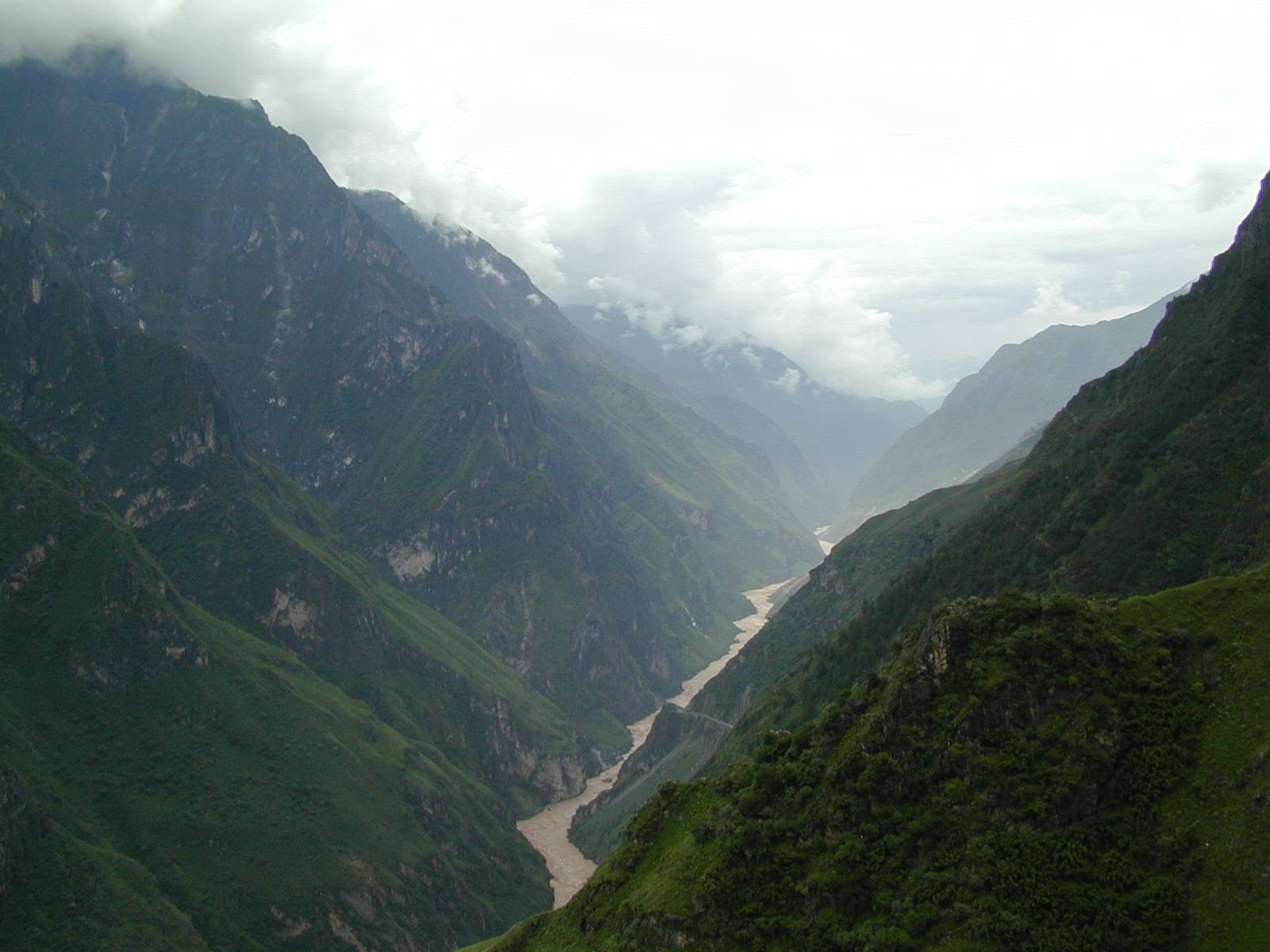
Провалля «Стрибок тигра» (Hutiao Xia)
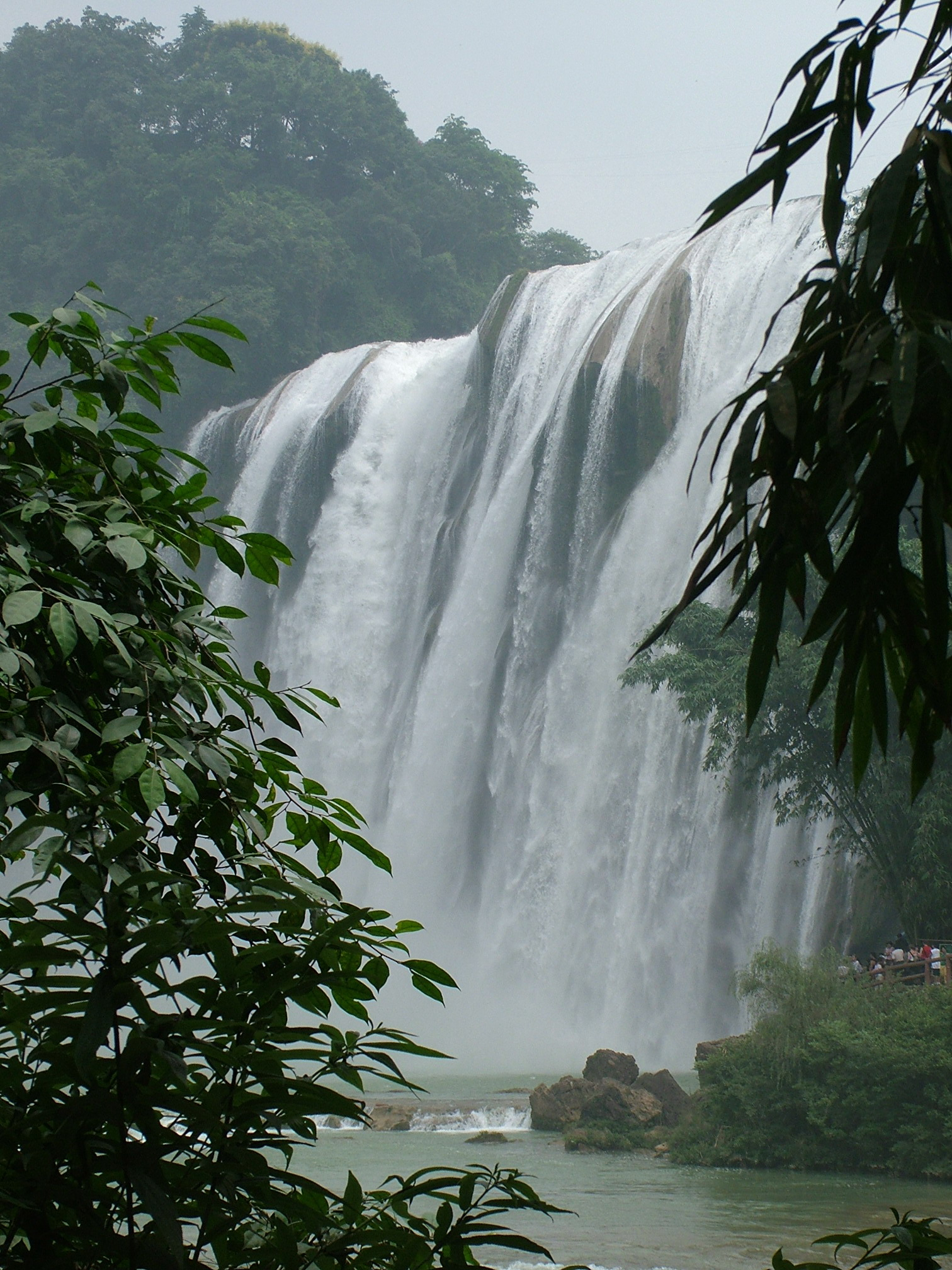
Водоспад Гуангошу